# Orthoxiphus flaviceps
Orthoxiphus flaviceps är en insektsart som beskrevs av Lucien Chopard 1958. Orthoxiphus flaviceps ingår i släktet Orthoxiphus och familjen syrsor. Inga underarter finns listade i Catalogue of Life.